# Leichtathletik-Europameisterschaften 2010/Teilnehmer (Montenegro)
Montenegro meldete zwei Teilnehmerinnen für die Leichtathletik-Europameisterschaften 2010 vom 27. Juli bis zum 1. August in Barcelona.
| Wettbewerb | Männer | Frauen                          |
| ---------- | ------ | ------------------------------- |
| Marathon   |        | Sladjana Perunović (aufgegeben) |
| Hochsprung |        | Marija Vuković (21. Platz)      |